# John Murray, IV. vojvoda od Atholla
John Murray, IV. vojvoda od Atholla (Dunkeld, 30. lipnja 1755. – Dunkeld, 29. rujna 1830.), bio je škotski plemić, političar i slobodni zidar. Potjecao je iz uglednog škotskog klana Murray te je tijekom života obnašao niz visokih dužnosti u Škotskoj i britanskom društvu. Poznat je i po svojoj ulozi u razvoju područja Dunkeld i Blair Atholla te po svom doprinosu slobodnom zidarstvu.

## Životopis
John Murray bio je najstariji sin Johna Murrayja, III. vojvode od Atholla, i njegove supruge Charlotte, 8. barunice Strange, kćeri Jamesa Murrayja, II. vojvode od Atholla. Njegovi roditelji bili su prvi rođaci. Njegova mlađa braća bili su lord George Murray i lord Charles Murray-Aynsley. Nakon što je njegov otac 1764. naslijedio titulu vojvode, John je dobio počasnu titulu markiza od Tullibardinea.
Godine 1774. naslijedio je oca kao četvrti vojvoda od Atholla i izabran je za škotskog predstavničkog plemića. Godine 1786. stekao je naslove baruna Murrayja od Stanleya (u grofoviji Gloucester) i grofa Strangea u britanskom plemstvu, čime je automatski dobio mjesto u Domu lordova.
Od 1794. do 1830. obnašao je dužnost lorda-namjesnika grofovije Perthshire, a 1797. prisegnuo je kao član Tajnog vijeća (Privy Council). Godine 1800. odlikovan je Redom čička (Order of the Thistle).
Godine 1793. imenovan je za glavnog zapovjednika i guvernera Otoka Mana, nakon što mu je majka ustupila većinu svojih prava nad otokom. Naslijedio ju je u tituli baruna Strange 1805. godine. 
Kao upravitelj imanja Blair, poznat je po velikim šumarskim pothvatima – posadio je više od 20 milijuna stabala na površini od 16.000 jutara (oko 6.500 hektara), koristeći čak i topove punjene sjemenjem za raspršivanje po planinskim obroncima. Zbog toga je dobio nadimak "vojvoda koji sadi" (The Planting Duke). Uveo je japanski ariš u Britaniju, sadeći ga kod Dunkelda. Tamo se križao s europskim arišem koji je ranije zasadio njegov stric, II. vojvoda, te je tako nastao dunkeldski ariš – posebna hibridna vrsta. Godine 1796. – 1797. zasadio je borove i ariše oko slapova Bruar kao počast preminulom pjesniku Robertu Burnsu, odgovarajući na njegovu pjesmu The Humble Petition of Bruar Water to the Noble Duke of Atholl iz 1787. godine. Godine 1807. napisao je i objavio Observations on Larch, tekst koji je poticao daljnju sadnju te vrste drveća, koju je i sam primjenjivao u velikim razmjerima.
Opsežna pošumljavanja na imanju Blair provodila su se uglavnom u dolini Glen Tarf, koju je vojvoda odredio za pašnjake zajedničkog korištenja za stanovnike obližnje doline Glen Tilt. To je međutim dovelo do masovnog iseljavanja lokalnih stočara, a povjesničar Highlandsa, Alexander Mackenzie, djelomično je pripisao te aktivnosti vojvodinoj sklonosti prema jelenjem mesu. On to smatra i prvim činom raščišćavanja visočja.
John Murray bio je i aktivan slobodni zidar. Bio je veliki majstor Drevne velike lože Engleske 27 godina, i to od 1775. do 1781., te ponovno od 1791. do 1812. Također, bio je i veliki majstor Velike lože Škotske od 1778. do 1780.
Vojvoda od Atholla preminuo je u rujnu 1830. u dobi od 75 godina, a naslijedio ga je najstariji sin John. Grad Athol u kanadskoj pokrajini Nova Škotska nazvan je u njegovu čast.